# ISaved Your Life
iSaved Your Life (No Brasil: O Salvamento!; em Portugal: Salvei Sua Vida) é o décimo episódio da terceira temporada da série iCarly. Estreou nos Estados Unidos no dia 18 de janeiro de 2010. Já no Brasil, estreou 5 meses depois, no dia 13 de maio de 2010. O episódio foi assistido por 12.4 milhões de telespectadores nos Estados Unidos. E a versão estendida que estreou nos Estados Unidos no dia 12 de fevereiro de 2010 foi assistido apenas por 4.1 milhões de telespectadores.

## Sinopse
Em um passeio para fazer um quadro do iCarly, Carly estava atravessando a rua quando vinha um Caminhão de Tacos em sua frente e Freddie, ao perceber, a empurra e ele acaba sofrendo um acidente. Ele fratura o braço, a perna, a cabeça e Carly ao ver que ele salvou sua vida ela o recompensa ajudando em seu tratamento. Por causa deste acidente, Carly e Freddie se beijam e se aproximam como nunca antes.
Enquanto isso, Sam e Spencer se envolvem em um intenso jogo de paintball que Sam chama de "Mortal".
Assim, Sam ganha o jogo, enganando Spencer.

## Elenco Principal
- Miranda Cosgrove como Carly Shay
- Jennette McCurdy como Sam Puckett
- Nathan Kress como Freddie Benson
- Jerry Trainor como Spencer Shay

## Participações especiais
- Noah Munck como Gibby Gibson
- Mary Scheer como Marissa Benson